# Klein Gyula (botanikus)
Klein Gyula (Eperjes, 1844. május 5. – Budapest, 1915. november 21.) botanikus, növényanatómus, mikológus. A növényszervezettan szinte valamennyi területével foglalkozott, főként anatómiai és szövettani vizsgálatai voltak jelentősek. 1883-tól a Magyar Tudományos Akadémia levelező, 1898-tól rendes tagja volt.

## Élete
A gimnáziumot Lőcsén végezte el. 1864–1867-ben a bécsi egyetemen folytatott természettudományi, főleg botanikai tanulmányokat. Állami ösztöndíjjal 1867–1868-ban a zürichi műszaki főiskolán, 1868–1869-ben a müncheni egyetemen (LMU) dolgozhatott, ahol Carl Wilhelm von Nägeli irányítása alatt mikroszkópos növényszövettani kutatásokat végzett. Az 1869/1870-es tanévben a budai II. kerületi állami reáliskolában oktatott helyettes tanárként, mígnem 1870-ben a budai Királyi József Műegyetem növénytani tanszékére nevezték ki tanársegédnek. Közel fél évszázadon át, 1914. évi nyugdíjazásáig itt tanított, 1871-től a növénytan magántanáraként, 1872-től nyilvános rendes tanáraként. Négy tanéven át töltötte be az általános és vegyészmérnöki kar dékáni hivatalát (1894/1895, 1897/1898, 1904/1905, 1905/1906).

## Munkássága
Botanikai munkássága elsősorban a telepes növények, főként a gombák és a moszatok vizsgálatára irányult, de behatóan foglalkozott a növények – kiemelten a rovarfogó növények – anatómiájával, általános szövet- és sejttanával, mikrobiológiájával, valamint a növényi rendellenességekkel is. Növényrendszertani tanulmányaiban a moszatok kapcsán tett kísérletet a növény- és az állatvilág közötti határ meghúzására. 1913-tól haláláig a Botanikai Közlemények német nyelvű melléklapját szerkesztette.
Tudományos eredményei elismeréseként 1871-ben a Magyar Tudományos Akadémia levelező, 1882-ben rendes tagjává választották. 1891-től 1897-ig a Magyar Természettudományi Társaság alelnöki, 1898–1912 között elnöki tisztét töltötte be, 1913-tól haláláig a társaság tiszteletbeli elnöke volt. 1909-ben a kolozsvári Ferenc József Tudományegyetem tiszteletbeli doktorává avatták. Az Osztrák Kertépítő Társaság (Österreichische Gartenbau-Gesellschaft) levelező tagja volt.

## Főbb művei
- A Pilobolus gombának fejlődése és alakjai, Pest, 1871
- Néhány Floridea krystalloidjairól, Pest, 1871
- A rovarevő növényekről, Budapest, 1876
- Az alsórendű gombák, tekintettel a ragályos betegségekre és a közegészségügyre, in: Természettudományi Közlemények, 1878
- A Pinguicula alpina mint rovarevő növény különös tekintettel bonctani viszonyaira, Budapest, 1879
- Újabb adatok a tengeri moszatok krystalloidjairól, Budapest, 1879
- A virágok színéről, Budapest, 1880
- A vadgesztenye gyökereinek ismeretéhez, Budapest, 1880 (Szabó Ferenccel)
- A Pinguicula és Ultricularia sejtmagjaiban előforduló krystalloidokról, Budapest, 1881
- A Vampyrella fejlődése és rendszertani állása, Budapest, 1882
- Az állat- és növényország határterületéről, Budapest, 1882
- A modern növénytan törekvései, Budapest, 1889 (akadémiai székfoglaló).
- A növénylevelek némely rendellenességéről, Budapest, 1891
- Vizsgálatok a növénylevelek rendellenességeiről, Budapest, 1892
- A keresztes virág alkatáról bonctani alapon, Budapest, 1894
- Újabb adatok a keresztes virág alkatáról, a Dentaria bulbifera álporzóiról, in: Matematikai és Természettudományi Értesítő 1901
- A növények érzékszervei, in: Természettudományi Közlemények 1903

## További irodalom
- Mágócsy-Dietz Sándor, Klein Gyula rendes tag emlékezete, Budapest, 1936